# 三浦実生
三浦 実生（みうら じつお、1883年（明治16年）4月30日 - 1957年〈昭和32年〉11月8日）は、日本の農商務・内務官僚。官選県知事。

## 経歴
広島県西地方町（現・広島市中区）出身。三浦新平の二男として生まれる。山口高等学校を卒業。1905年、東京帝国大学法科大学法律学科（独法）を卒業後、大学院に進んだ。1907年11月、文官高等試験行政科試験に合格。農商務に入省し保険事務官補となる。
以後、山林事務官兼農商務書記官、林務官、山林局書記官兼農商務書記官、秋田大林区署長、農商務書記官兼同参事官、製鐵所理事、特許局次長、農商務省山林局長などを歴任。
1924年（大正13年）12月17日、山形県知事に就任。小作争議の対策に尽力した。また、1926年（大正15年）4月26日から経営不振で休業した山形銀行への対策に奔走し、7月13日に営業再開に結びつけた。同年9月28日、香川県知事に転任し、同県でも小作争議の解決に尽力した。1927年（昭和2年）5月17日に知事を休職。1928年（昭和3年）1月10日に依願免本官となり退官した。
その後、帝国競馬協会常務理事、日本競馬会監事、農機具配給 (株) 社長、農機具工業組合聯合会理事長、農機具商業組合聯合会理事長、農機具輸出組合理事長などを務めた。